# Rudolf Fiebich

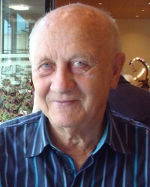
Rudolf Fiebich (2008)

Rudolf Albert Fiebich (* 15. April 1932 in Siemianowice Śląskie (Oberschlesien); † 19. Dezember 2016 in Erfurt) war ein deutscher Lehrer im Hochschuldienst.
Nach dem Abitur 1951 beginnend als Fachlehrerhelfer in Lauchhammer belegte er mehrere berufsbegleitende Fernstudien am Deutschen Pädagogischen Zentralinstitut und der Pädagogischen Hochschule Potsdam zum Physikfachlehrer (1953) und Physikoberstufenlehrer (1966).
Ab 1961 lehrte Rudolf Fiebich 36 Jahre an der Pädagogischen Hochschule Erfurt als Diplom-Physiklehrer, wissenschaftlicher Mitarbeiter und Praktikumsleiter für Physik mit Schwerpunkten in Mikrophysik, Optik und Elektronik. Er war Strahlenschutzbeauftragter für den Hochschulbereich Erfurt und tätig im Bereich der Lehrerweiterbildung.
Nach seiner Pensionierung 1997 gründete er in Zusammenarbeit mit dem Thüringer Museum für Elektrotechnik in Erfurt ein Physiklaboratorium für Schüler. Für dieses ehrenamtliche Engagement im Bereich der Bildung wurde Rudolf Fiebich am 8. März 2013 mit dem Bundesverdienstkreuz am Bande ausgezeichnet.

## Veröffentlichungen
- (Mit Peter Barth) Messen und Steuern mit Computern Urania, Freiburg 1990, ISBN 978-3-332-00314-7.
- (Mit Günther Miel) Steuern und Regeln selbst erlebt. Bauen und Experimentieren mit elektronischen Schaltungen und Steuerungstechnik, Urania-Verlag, Leipzig, Jena, Berlin, 2. Auflage 1989, ISBN 978-3-332-00125-9.
- Experimentelle Bestimmung der Laufzeit elektromagnetischer Wellen auf Leitungen mit Hilfe eines Schuloszilloskops, Physik in der Schule, 34 (1996) 3, S. 108–109, ISSN 0031-9244
- (Mit Hartung, Gerd) Demonstrationsversuch zur Bestimmung des Planckschen Wirkungsquantums mit einfachen schulischen Mitteln, Physik in der Schule, 33 (1995) 11, S. 407–408, ISSN 0031-9244